# Alexis Rhodes
Alexis "Alex" Rhodes (Alice Springs, Territori del Nord, 1 de desembre de 1984) és una ciclista australiana que fou professional de 2007 a 2012. Va combinar la pista amb la carretera.

## Palmarès en pista
- 2002
  -  Campiona del món júnior en Persecució

### Resultats a laCopa del Món en pista
- 2004
  - 1r a Sydney, en Puntuació

## Palmarès en ruta
- 2006
  - Vencedora d'una etapa del Bay Classic
- 2007
  - Vencedora de 2 etapes del Bay Classic
- 2008
  - Vencedora d'una etapa del Bay Classic
  - Vencedora de 2 etapes al San Dimas Stage Race
- 2009
  - Campiona d'Oceania en ruta
  - Campiona d'Oceania en contrarellotge
  - Vencedora d'una etapa al Nature Valley Grand Prix
- 2010
  - Vencedora d'una etapa al Joe Martin Stage Race
- 2011
  -  Campiona d'Austràlia en ruta
- 2012
  -  Campiona d'Austràlia en critèrium
  - Vencedora d'una etapa al Santos Women's Tour